# Bez svidetelej
Bez svidetelej (russisk: Без свидетелей) er en sovjetisk spillefilm fra 1983 af Nikita Mikhalkov.

## Medvirkende
- Irina Kuptjenko
- Mikhail Uljanov
- Eduard Artemjev